# Sobotín
Sobotín (niem. Zöptau, inne nazwy Zepta, Zeyptendorf, Sobecinna) – wieś gminna położona w powiecie Šumperk, w kraju ołomunieckim, w północnej części Moraw, w Czechach. W pobliżu zaczyna się pasmo Wysokiego Jesionika (czes. Hrubý Jeseník).
Pierwsza wzmianka o miejscowości pochodzi z 1351, kiedy istniał kościół z budynkiem parafialnym. Pierwotna nazwa pochodzi od słowa Sobota – niemiecka nazwa powstała z przekształcenia czeskiej. Pierwotną osadą była w tym miejscu osada Štětínov, obecnie wchłonięta przez Sobotín. W 1496 funkcjonował tutaj przemysł związany z wydobyciem rudy żelaza w okolicznych wzgórzach. Sobotín był związany z rudą żelaza aż do I połowy XX wieku - powstawały tutaj m.in. szyny kolejowe i inne części z żelaza (w latach 1852–1883 wieś była silnym ośrodkiem austriackiego przemysłu żelaznego), a później także rowery. Najsłynniejsi przemysłowcy związani z gminą to bracia Klein.
W 1504 właścicielem osady został ród von Žerotín, a w latach 1558–1578 dzierżawił ją niejaki Václav Berka. Później Sobotín stał się częścią państwa rodowego z siedzibą w Velkich Losinach. Na przełomie XVI i XVII wieku pojawili się w miejscowości duchowni ewangeliccy, katoliccy powrócili wiek później. Pod koniec XVII wieku odbyło się kilka procesów czarownic - w 1682 spalono na stosie wójta Jana Axmanna, a rok później jego małżonkę Dorotę.
Pierwszą szkołę parafialną założono przed 1565. Pierwszą publiczną w 1853. W związku z bliskością gór już pod koniec XIX wieku miejscowości była ośrodkiem turystycznym, swój sklep miała tutaj m.in. firma Baťa. Pierwszą pocztę otwarto w 1871, w tym samym roku ruszyło także połączenie kolejowe. Pierwszy lekarz zaczął przyjmować pacjentów w 1885.
W 1834 w 147 domach mieszkało 1128 osób, w 1900 w 237 domach 1887 osób. 
Aż do końca II wojny światowej w gminie mieszkali w niej głównie Niemcy sudeccy, których wysiedlono po 1945. W związku z tym w 1950 liczba mieszkańców wsi spadła do 1013 osób, podczas gdy w czasie ostatniego spisu w 1930 mieszkało ich w Sobotínie 1457 (w tym tylko 88 Czechów).
W gminie znajduje się pałac Sobotín, w przeszłości m.in. siedziba rodowa rodziny Klein, obecnie hotel, oraz grobowiec Kleinów. W okolicy są także ruiny zamku Rabštejn oraz ścieżka mineralogiczna.

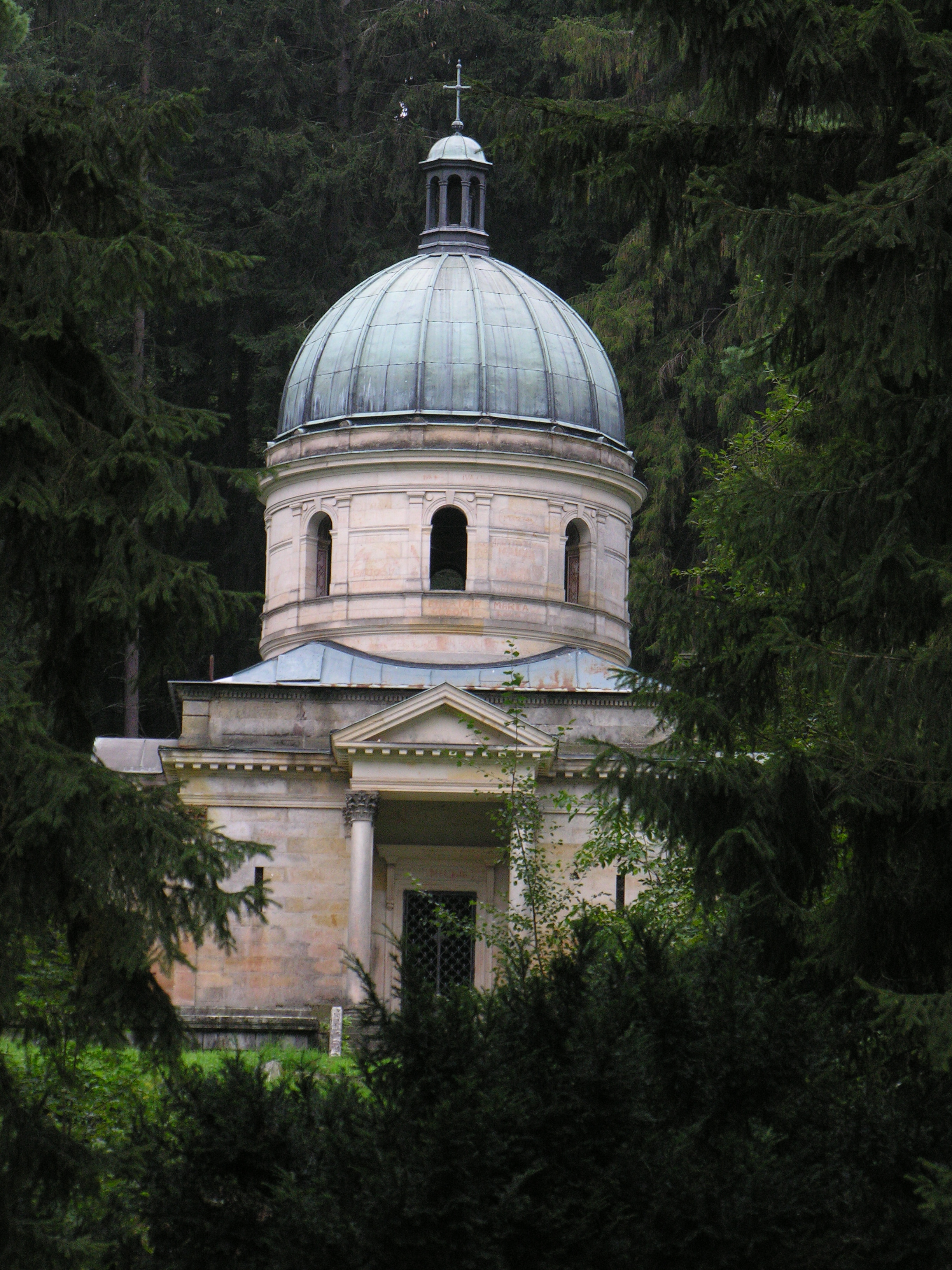
Grobowiec Kleinów

## Podział gminy
Gmina dzieli się na poszczególne wsie:
- Klepáčov (niem. Kleppel) – część gminy od 1961. Nazwa czeska po raz pierwszy pojawiła się w 1871 i pochodzi od pierwotnej nazwy niemieckiej. Wieś założono w 1594, a pierwszym wójtem był niejaki Ondřej Trescher. Po wysiedleniu Niemców w 1945 wieś znacznie się wyludniła - liczba mieszkańców spadła z 256 w 1930 do 54 w 1950. Obecnie jest niemal całkowicie opuszczona - na stałe mieszkają tam tylko 4 osoby, pozostałe to domki sezonowe. We wsi znajduje się jeden z kilku w Jesionikach drewnianych kościołów (św. Jana Nepomucena z 1783).
- Rudoltice (niem. Rudelsdorf) – część gminy od 1961. Powstały prawdopodobnie na początku XV wieku. W 1930 spis powszechny wykazał 460 Niemców, 16 Czechów i 10 osób innej narodowości. Wyznaniowo było 465 katolików, 6 wyznania "czechosłowackiego" (husyci) a 15 starokatolickiego. Po II wojnie światowej ludność spadła o ponad połowę.
- Sobotín (niem. Zöptau).

Do grudnia 2009 w skład gminy wchodziły także wsie Petrov nad Desnou i Terezín, które od 2010 tworzą osobną, samodzielną gminę Petrov nad Desnou.